# زنجیره احمق‌ها
زنجیره احمق‌ها (به انگلیسی: Chain of Fools) فیلمی محصول سال ۲۰۰۰ و به کارگردانی پونتس لوونهیلم و پاتریک ون کروستنجرنا است. در این فیلم بازیگرانی همچون استیو زان، سلما هایک، دیوید کراس، الیجا وود، جف گلدبلوم، لارا فلین بویل، تام ویلکینسون، اورلاندو جونز، دیوید هاید پیرس، کوین کوریگان، جان کاسینی، کریگ فرگوسن و میندی کریست ایفای نقش کرده‌اند.